# Bertrand Renard
Pour les articles homonymes, voir Renard (homonymie).
Bertrand Renard, né le 28 avril 1955 à Paris, est un animateur de télévision et écrivain français. Après avoir été candidat, il est devenu l'un des animateurs du jeu télévisé Des chiffres et des lettres, de 1975 à 2022.

## Biographie

### Jeunesse et formation
Bertrand Renard étudie les lettres classiques (français-latin-grec) à la Sorbonne mais rate l'agrégation de lettres classiques[réf. souhaitée]. Pris par ses activités à la télévision, il ne retente pas sa chance. Sortant des « voies tracées » du cursus scolaire, il se passionne pour la littérature et l'histoire, celle de toutes les périodes que lui racontait sa grand-mère, et qu'en tant qu'hypermnésique il mémorise sans effort, affirmant que « tout ce qui était maths et sciences ne [l]'intéressait absolument pas ».

### Carrière à la télévision

#### Des chiffres et des lettres
En septembre 1974, après avoir suivi un ami un peu par hasard, Bertrand Renard participe à l'âge de 19 ans en tant que candidat au jeu télévisé Des chiffres et des lettres, diffusé sur la deuxième chaîne de l'ORTF depuis 1972. Il se fait remarquer par sa capacité au calcul mental impressionnante et par son attitude, timide, se cachant presque derrière ses longs cheveux et sa fine moustache qui ne le quittera plus (sauf pendant quelques mois dans les années 1980), ainsi que par son caractère anxieux, ne cessant de gigoter sur sa chaise,. Après une série de douze victoires consécutives, il empoche la somme de 6 000 francs de l'époque,.
En avril 1975, le producteur de l'émission, Armand Jammot, le recrute pour rejoindre l'équipe du jeu en remplacement de Fabien Buhler, alias « M. Calcul ». Bertrand Renard explique son recrutement par le fait que « le jeu à l'époque était présenté par Patrice Laffont, qui avait 35 ans. Le “monsieur dictionnaire” était Max Favalelli, qui était dans la tranche d'âge supérieure, 70 ans. Et moi j'étais le petit jeune. Donc ça faisait comme un équilibre ».
Étant chargé de vérifier les résultats de la partie « Le Compte est bon », il officie à partir de 1975 aux côtés de Max Favalelli (qui s'occupe de la partie « Le Mot le plus long »), remplacé en 1986 par Arielle Boulin-Prat, et en compagnie des présentateurs successifs du jeu : Patrice Laffont dans un premier temps, puis Laurent Cabrol, Max Meynier et, depuis 1992, Laurent Romejko. Par la suite, il assiste également Arielle Boulin-Prat pour vérifier « Le Mot le plus long ».
En avril 1975, date à laquelle il participe à l'émission au quotidien et sans interruption,, il n'a jamais pris de congé, « de peur d'être remplacé par meilleur que moi », avoue-t-il avec humour . Il est d'ailleurs le plus ancien animateur du plus vieux programme de la télévision française, « Hors Jour du Seigneur et journal télévisé », précise-t-il, présent depuis moins longtemps que Michel Drucker, mais plus souvent à l'antenne car apparaissant de façon quotidienne. « Je n'aurais absolument jamais imaginé me retrouver dans Des chiffres et des lettres encore aujourd'hui. Ce n'était absolument pas dans l'idée », affirme-t-il en 2012.
Lucide sur son rôle à la télévision, il indique : « On distrait le public, on l'amuse, mais c'est complètement éphémère », affirme celui qui se considère comme « un amuseur, un divertisseur ».
Le 19 août 2022, après avoir été pendant 47 ans à l’antenne Des chiffres et des lettres, la presse annonce qu'il quitte l'émission (tout comme Arielle Boulin-Prat), à la suite d'un désaccord contractuel dans le cadre du passage du jeu uniquement le samedi et le dimanche ;  il apparaît pour la dernière fois dans l'émission du 11 septembre 2022,. Le 22 août 2022, Bertrand Renard et Arielle Boulin-Prat évoquent dans un communiqué de presse à l'AFP un départ « contraint et forcé » et « une situation d’une rare violence ». Selon eux, « Ce qui est désigné pudiquement comme un "désaccord contractuel" a surgi car [France Télévision] a exigé une baisse de notre salaire de l’ordre de 60 % et a refusé de nous accorder le CDI que nous avons eu l’outrecuidance de réclamer [...] Car oui, vous avez bien lu, nous sommes en CDD depuis 36 ans pour Arielle, et 47 ans pour Bertrand… [...]  Nous n’existons pas alors que nous sommes tous les jours à l’antenne. Cette régularisation nous a été sèchement refusée ».

#### Autres activités
Parallèlement à sa participation aux Chiffres et aux lettres, Bertrand Renard est écrivain ; il a notamment publié un recueil de nouvelles : Le gardien du clocher et deux romans : Les Étangs (qui a obtenu en 1995 le grand prix SGDL du roman) et Le Double Secret.
Il a aussi mené des activités journalistiques, en tant que chroniqueur télévisé : en 1987, il participe à l'émission L'Assiette anglaise de Bernard Rapp, avec Philippe Aubert, Christine Bravo et Jean Teulé, en tant que chroniqueur littéraire ; en 1991, il participe à l'émission My télé is rich. En 1993, il participe à Télématin et à Jamais sans mon livre[réf. souhaitée].

### Vie personnelle
Bertrand Renard a une prédisposition au calcul mental, et peut faire ou corriger de tête des séries d'opérations de plusieurs chiffres en quelques secondes. Il explique : « Ça aide à la marge pour l'émission. C'est vrai que quand je vois certains chiffres, je me souviens des comptes, ça revient vite, ça me fait gagner du temps. On gagne deux ou cinq secondes, mais sur une recherche de 45 secondes, c'est utile. » Il ajoute : « C'est une gymnastique de rapidité, et c'est en cela que ça m'amuse. Ce sont vraiment des neurones qui se connectent et qui vont vite », assurant n'avoir « “aucune méthode” de calcul, contrairement à certains champions des chiffres et des lettres ».
Il dit avoir « le sens » du calcul mental, mais sans plus, s'y étant remis pour les besoins d'un rôle qui l'a vite dépassé : « Je me suis retrouvé sans m'en rendre compte avec une image de matheux. On me parlait de maths, les gens me demandaient de donner des cours à leurs enfants… Je me suis rendu compte que ça me collait aux fesses ! ». Il ajoute qu’il se souvient qu'« avec Favalelli, on parlait cinéma, théâtre et littérature », sans que personne, ou presque, n'en sache rien.
Lors d'une interview en 2010 pour le magazine Télé Loisirs, il affirme que ses médecins lui ont diagnostiqué une hypermnésie. Il a d'ailleurs pour loisir de mémoriser les dates de naissance et de mort de nombreuses personnalités célèbres, qu'il connaît par cœur et qu'il peut réciter à volonté,,.

## Publications

### Romans et nouvelles
- 1982 : Sarlat et le Périgord noir, librairie Favalelli, 125 p.  (EAN 2000069620018)[11],[12]
- 1986 : Voyelle, consonne (avec Patrice Laffont), éditions France Loisirs, 175 p.
- 1991 : Le Gardien du clocher (nouvelles), Bourin Éditeur, 272 p.
- 1994 : Les Étangs, éditions Julliard, 848 p.  (ISBN 2-260-01195-0) (republié dans sa Trilogie politique)
- 1996 : Le Double Secret, éditions Flammarion, 482 p.

### Recueils de jeux de lettres
- 2012 : « Bertrand Renard présente, Le plaisir des mots croisés, fléchés, cachés, 330 jeux et leur solution », éditions l'Archipel  (ISBN 9782809806410)[13]
- 2013 : « Bertrand Renard présente, Le plaisir des mots croisés, fléchés et cachés, 330 jeux et leur solutions », éditions l'Archipel  (ISBN 9782809807899)[14]

## Théâtre
Bertrand Renard a également joué à plusieurs reprises dans diverses pièces de théâtre, souvent accompagné d'Arielle Boulin-Prat, sa coanimatrice des Chiffres et des lettres :
- 2005 : Un fil à la patte
- 2006 : Trois jeunes filles nues
- 2008 : Orphée aux Enfers ;
- 2009 : La Fille du tambour-major d'Offenbach, théâtre Saint-Léon à Paris et espace Saint-Pierre à Neuilly-sur-Seine[15] ;
- 2011 :  La Belle Hélène, mise en scène de Frédéric d'Elia à l'Espace Saint-Pierre (Neuilly-sur-Seine)[15] ;
- 2012 : Hop là !, interprétation de trois courtes pièces de Sacha Guitry (Une lettre bien tapée, Un homme d'hier et une femme d'aujourd’hui et Un Type dans le genre de Napoléon) et trois duos d'Offenbach, mise en scène de Frédéric d'Elia, théâtre du Marais à Paris.